# Peginterferon α
Peginterferon α-2a und Peginterferon α-2b sind PEGylierte Arzneistoffe aus der Gruppe der Interferone. PEGylierung bedeutet eine Bindung des Wirkstoffes mit Polyethylenglycol (PEG), die eine deutlich langsamere Freisetzung des Wirkstoffes (Retardierung) ermöglicht.

## Interferone
Interferone wurden 1957 primär als zelluläre Abwehrstoffe gegen die Ausbreitung von Virusinfektionen im Gewebe entdeckt. Interferone besitzen die Eigenschaft, über eine unspezifische Stimulation der T-Lymphozyten eine Abwehrreaktion des Körpers gegen manche Virusinfektionen zu verstärken. Heute steht neben den antiviralen Eigenschaften zusätzlich die Anti-Tumor-Wirkung im Vordergrund des therapeutischen Interesses.

## Hepatitis C
In der Standardtherapie der chronischen Hepatitis C werden / wurden pegylierte Interferone in Kombination mit Ribavirin und Sofosbuvir eingesetzt. Peginterferon α-2b war das erste pegylierte Interferon auf dem Markt und wurde unter dem Produktnamen PegIntron® (damals Essex Pharma, heute – aufgrund von Firmenfusion / Merger – MSD) am 25. Mai 2000 von der Europäischen Zulassungsbehörde zur Therapie der chronischen Hepatitis C zugelassen. Peginterferon α-2b ist ein monopegyliertes Derivat von Interferon α-2b. Peginterferon α-2a wurde 2002 als Weiterentwicklung des seit 1987 erhältlichen Interferon α-2a unter dem Handelsnamen Pegasys® von Roche auf den Markt gebracht.
Bei Patienten mit chronischer Hepatitis C (Genotyp 2 oder 3) kann bei Kombinationstherapie über sechs Monate in etwa 75 % eine Heilung erreicht werden. Patienten mit den HCV-Genotypen 1 und 4 müssen über zwölf Monate behandelt werden, erreichen aber dennoch nur eine Heilungsrate von 50 %. Auch „hard-to-treat“-Patienten, wie z. B. HIV/HCV-koinfizierte Patienten, bei denen aufgrund des erhöhten Risikos für eine Hepatotoxizität der HAART eine besondere Dringlichkeit zur Therapie herrscht, können erfolgreich behandelt werden.
Seit 30. Oktober 2007 existiert für die Kombinationstherapie mit Peginterferon α-2b und Ribavirin eine Zulassungserweiterung der Europäischen Arzneimittelagentur, welche die Re-Therapie für Relapse-Patienten sowie Non-Responder, die auf eine Therapie mit (pegyliertem) Interferon/Ribavirin bisher nicht erfolgreich ansprachen, erlaubt. Die Zulassungserweiterung gilt in allen Mitgliedsstaaten der EU sowie in Island und Norwegen. Peginterferon α-2a ist als Monotherapie auch für die Behandlung der Hepatitis B zugelassen.
Seit 2013 steht Peginterferon α auf der  Liste der unentbehrlichen Arzneimittel der WHO.

## Myeloproliferative Neoplasien
Seit August 2024 besteht für Peginterferon alfa-2a auch eine EMA-Zulassung für Polycythaemia vera (PV) und essentielle Thrombozythämie (ET).

## Marktrückzug durch Roche und Übernahme durch Pharma&
Aufgrund veränderter klinischer Praxis wird Roche Pegasys (Peginterferon alfa-2a) weltweit vom Markt nehmen resp. hat bereits vom Markt genommen. Eine Ausgliederung von Pegasys an das Unternehmen pharma& stellt die Versorgung mittel- und langfristig sicher. In Deutschland ist pharma& 2021 Zulassungsinhaber geworden.

## PEGylierung
Die besondere Eigenschaft von PEGylierten Interferonen ist eine langsamere Freisetzung des Wirkstoffes aus der Bindung mit Polyethylenglycol (PEG). Durch den Prozess der Pegylierung ist es so gelungen, die renale Clearance zu verzögern und die Plasmahalbwertszeit des Interferons α-2b auf das 10-Fache zu verlängern (von ca. 4 Std. auf ca. 40 Std.). Durch diese verzögernde Wirkung kommt es zu gleichmäßigen Serumspiegeln, die für eine ausreichende und anhaltende Stimulation der Abwehrreaktion notwendig sind und eine verbesserte Verträglichkeit des Wirkstoffs mit sich bringen. Eine Injektion muss deshalb heute nur noch einmal pro Woche erfolgen. Bei der Kombinationstherapie mit Peginterferon α-2b/Peginterferon α-2a und Ribavirin wird die jeweilige Dosis dabei dem Körpergewicht des Patienten angepasst.